# Hoofdklasse hockey heren 2007/08
Het seizoen 2007/08 is de 35ste editie van de Nederlandse herenhoofdklasse hockey. De competitie begon op 16 augustus 2007 en eindigde met de play-offs die op 1 mei 2008 begonnen. 
In het voorgaande jaar zijn Klein Zwitserland en Eindhoven gedegradeerd. Hiervoor zijn Voordaan en Laren in de plaats gekomen.
Bloemendaal werd landskampioen door Amsterdam in de finale te verslaan. Voordaan degradeerde rechtstreeks.

## Eindstand
Na 22 speelronden was de stand:
| #  | Club         | GS | W  | G | V  | P  | DV      | DT      | DS  |
| -- | ------------ | -- | -- | - | -- | -- | ------- | ------- | --- |
| 1  | Amsterdam    | 22 | 18 | 2 | 2  | 56 | 93 - 33 | 93 - 33 | +60 |
| 2  | Bloemendaal  | 22 | 15 | 4 | 3  | 49 | 79 - 44 | 79 - 44 | +35 |
| 3  | Rotterdam    | 22 | 11 | 5 | 6  | 38 | 69 - 53 | 69 - 53 | +16 |
| 4  | Tilburg      | 22 | 10 | 6 | 6  | 36 | 64 - 57 | 64 - 57 | +7  |
| 5  | SCHC         | 22 | 10 | 5 | 7  | 35 | 67 - 66 | 67 - 66 | +1  |
| 6  | Oranje Zwart | 22 | 9  | 6 | 7  | 33 | 59 - 60 | 59 - 60 | -1  |
| 7  | HGC          | 22 | 8  | 5 | 9  | 29 | 47 - 52 | 47 - 52 | -5  |
| 8  | Den Bosch    | 22 | 7  | 8 | 7  | 29 | 65 - 60 | 65 - 60 | +5  |
| 9  | Kampong      | 22 | 8  | 4 | 10 | 28 | 64 - 57 | 64 - 57 | +7  |
| 10 | Laren        | 22 | 5  | 4 | 13 | 19 | 40 - 75 | 40 - 75 | -35 |
| 11 | Pinoké       | 22 | 2  | 3 | 17 | 9  | 40 - 86 | 40 - 86 | -46 |
| 12 | Voordaan     | 22 | 1  | 4 | 17 | 7  | 32 - 76 | 32 - 76 | -44 |

### Legenda
| Afk.        | Betekenis                                                                              |
| ----------- | -------------------------------------------------------------------------------------- |
| GS          | aantal gespeelde wedstrijden                                                           |
| W           | aantal gewonnen wedstrijden                                                            |
| G           | aantal gelijk gespeelde wedstrijden                                                    |
| V           | aantal verloren wedstrijden                                                            |
| P           | totaal aantal punten                                                                   |
| DV          | aantal gemaakte doelpunten                                                             |
| DT          | aantal doelpunten tegen                                                                |
| DS          | doelsaldo                                                                              |
| Bloemendaal | Bloemendaal, Amsterdam en Rotterdam plaatsen zich voor de Euro Hockey League 2008/2009 |
| Tilburg     | Tilburg heeft zich alleen weten te plaatsen voor de play-offs                          |
| Laren       | Laren en Pinoké hebben zich weten te handhaven dankzij winst in de play-offs.          |
| Voordaan    | Voordaan is rechtstreeks gedegradeerd                                                  |

## Uitslagen reguliere competitie
Informatie: Zonder de play-offs.

De thuisspelende ploeg staat in de linkerkolom.
|              | AMS | BLO | DBO | HGC | KAM | LAR | ORA | PIN | ROT | SCH | TIL | VOO |
| ------------ | --- | --- | --- | --- | --- | --- | --- | --- | --- | --- | --- | --- |
| Amsterdam    |     | 4-3 | 4-2 | 2-0 | 5-1 | 7-0 | 6-2 | 7-1 | 2-3 | 6-1 | 3-1 | 6-0 |
| Bloemendaal  | 2-2 |     | 4-3 | 3-2 | 2-1 | 1-1 | 2-3 | 6-0 | 2-1 | 5-2 | 1-2 | 7-0 |
| Den Bosch    | 3-3 | 2-2 |     | 3-3 | 0-4 | 7-3 | 5-6 | 5-2 | 3-2 | 4-3 | 2-2 | 3-2 |
| HGC          | 2-3 | 4-5 | 2-1 |     | 0-4 | 4-3 | 3-1 | 1-0 | 1-2 | 2-2 | 4-3 | 3-1 |
| Kampong      | 1-3 | 3-3 | 4-4 | 1-2 |     | 6-0 | 6-2 | 4-6 | 3-4 | 3-4 | 5-3 | 2-2 |
| Laren        | 2-4 | 2-4 | 2-2 | 2-2 | 1-2 |     | 0-0 | 3-2 | 0-4 | 3-5 | 2-4 | 3-0 |
| Oranje Zwart | 0-1 | 3-5 | 3-1 | 4-3 | 2-1 | 0-2 |     | 2-2 | 2-2 | 5-3 | 3-3 | 2-0 |
| Pinoké       | 1-7 | 1-3 | 2-3 | 1-3 | 0-2 | 3-4 | 1-5 |     | 1-2 | 3-3 | 3-3 | 0-3 |
| Rotterdam    | 3-6 | 2-3 | 3-2 | 5-1 | 2-4 | 2-3 | 3-3 | 8-2 |     | 3-3 | 2-5 | 2-1 |
| SCHC         | 3-1 | 2-6 | 3-3 | 2-1 | 4-3 | 2-1 | 4-4 | 4-3 | 2-3 |     | 1-5 | 5-0 |
| Tilburg      | 1-6 | 1-5 | 1-0 | 2-2 | 2-2 | 5-0 | 4-3 | 7-3 | 2-2 | 0-5 |     | 3-1 |
| Voordaan     | 1-4 | 3-5 | 3-3 | 2-2 | 2-5 | 2-3 | 3-4 | 1-3 | 2-2 | 1-4 | 2-5 |     |

## Topscorers
| # | Naam               | Club         | Totaal | V  | SC | SB |
| - | ------------------ | ------------ | ------ | -- | -- | -- |
| 1 | Taeke Taekema      | Amsterdam    | 43     | 0  | 40 | 3  |
| 2 | Roderick Weusthof  | SCHC         | 28     | 8  | 20 | 0  |
| 3 | Wouter Hermkens    | Tilburg      | 26     | 0  | 26 | 0  |
| 4 | Sohail Abbas       | Rotterdam    | 22     | 0  | 22 | 0  |
|   | Rob Reckers        | Oranje Zwart | 22     | 19 | 0  | 3  |
| 6 | Melchior Looijen   | Kampong      | 21     | 1  | 20 | 0  |
| 7 | Ronald Brouwer     | Bloemendaal  | 16     | 10 | 5  | 1  |
|   | Constantijn Jonker | Kampong      | 16     | 16 | 0  | 0  |
|   | Daan Meurer        | Pinoké       | 16     | 1  | 12 | 3  |
|   | Lucas Vila         | Tilburg      | 16     | 15 | 0  | 1  |

| Legenda                                                               |
| --------------------------------------------------------------------- |
| V = veld-doelpunten SC = doelpunten uit strafcorners SB = strafballen |

## Play-offs kampioenschap
Na de reguliere competitie wordt het seizoen beslist door middel van play-offs om te bepalen wie zich kampioen van Nederland mag noemen.  De nummer 1 neemt het op tegen de nummer 4 en de nummer 2 neemt het dan op tegen de nummer 3. De winnaars hiervan komen in de finale.
De geplaatste clubs waren Amsterdam, Bloemendaal, Rotterdam en Tilburg.
Eerste halve finales
| 1 mei 2008 15:00 |           |                                 |                                              |
| Tilburg          | 1-2 (0-0) | Amsterdam                       | Scheidsrechters: Rob ten Cate Coen van Bunge |
| 67' Rognoni 1-2  |           | 39' Timman 0-1 46' Buissant 0-2 | Scheidsrechters: Rob ten Cate Coen van Bunge |

| 1 mei 2008 15:00                                                            |           | |                                                   |
| Rotterdam                                                                   | 4-5 (1-2) | Bloemendaal                                                                                        | Scheidsrechters: Ernst-Jan van Putten Gijs Hofman |
| 34' Taylor 1-2 44' Abbas (sc) 2-4 63' Gommers 3-4 (sc) 65' 4-4 Gommers (sc) |           | 13' Brouwer (sb) 0-1 34' De Nooijer 0-2 36' De Nooijer 1-3 (sc) 41' Jolie 1-4 (sc) 69' Brouwer 4-5 | Scheidsrechters: Ernst-Jan van Putten Gijs Hofman |

Tweede halve finales
| 3 mei 2008 15:35                                               |           |                                  |                                                  |
| Amsterdam                                                      | 4-2 (1-0) | Tilburg                          | Scheidsrechters: Michiel Brüning Maarten Boskamp |
| 31' Taekema 1-0 (sc) 64' Huber 2-2 65' Verga 3-2 68' Rohof 4-2 |           | 55' Vila 1-1 60' Van der Loo 1-2 | Scheidsrechters: Michiel Brüning Maarten Boskamp |

| 3 mei 2008 15:35                      |                |           |                                           |
| Bloemendaal                           | 1-0 (0-0)(0-0) | Rotterdam | Scheidsrechters: Jonne Kasje Rob ten Cate |
| 79' Teun de Nooijer (golden goal) 1-0 |                |           | Scheidsrechters: Jonne Kasje Rob ten Cate |

Amsterdam/Bloemendaal spelen finale en Rotterdam/Tilburg finale 3de/4de plaats
3de/4de plaats
| 18 mei 2008                              |           |              |                                           |
| Tilburg                                  | 3-1 (1-0) | Rotterdam    | Scheidsrechters: Dennis Janus Gijs Hofman |
| Stolte 1-0 Hermkens (sc) 2-0 Rognoni 3-0 |           | Van Buul 3-1 | Scheidsrechters: Dennis Janus Gijs Hofman |

| 24 mei 2008                                                              |           |             |  |
| Rotterdam                                                                | 4-3 (0-1) | Tilburg     |  |
| S. Abbas (sc) 1-1 S. Abbas (sc) 2-1 J. Hertzberger 3-3 S. Abbas (sc) 4-3 |           | 0-1 2-2 2-3 |  |

| 25 mei 2008                                   |           |                              |  |
| Rotterdam                                     | 2-1 (2-1) | Tilburg                      |  |
| 4' Peter Taylor 1-0 10' Sohail Abbas 2-0 (sc) |           | 35' Wouter Hermkens 2-1 (sc) |  |

Finale
| 18 mei 2008                                                            |           |                                                       |                                                     |
| HC Bloemendaal                                                         | 3-2 (1-2) | Amsterdam                                             | Scheidsrechters: Ernst-Jan van Putten Roel van Eert |
| 17' Lars Stalling 1-1 39' Laurence Docherty 2-2 54' Ronald Brouwer 3-2 |           | 17' Taeke Taekema 0-1 (sc) 29' Taeke Taekema 1-2 (sc) | Scheidsrechters: Ernst-Jan van Putten Roel van Eert |

| 24 mei 2008 |           |                                |                                                  |
| Amsterdam   | 0-1 (0-1) | Bloemendaal                    | Scheidsrechters: Rob ten Cate Philip Schellekens |
|             |           | 22' Laurence Docherty 0-1 (sc) | Scheidsrechters: Rob ten Cate Philip Schellekens |

Eindrangschikking
| # | club                                                   |
| - | ------------------------------------------------------ |
| 1 | Bloemendaal (kampioen 2007/08 en deelname EHL 2008/09) |
| 2 | Amsterdam (deelname EHL 2008/09)                       |
| 3 | Rotterdam (deelname EHL 2008/09)                       |
| 4 | Tilburg                                                |

## Promotie/degradatie play-offs
De als 10de en 11de geëindigde hoofdklassers Laren en Pinoké moesten zich via deze play-offs proberen te handhaven in de hoofdklasse. Klein Zwitserland en Hurley zijn kampioen geworden van de overgangsklasse en moeten uitmaken wie de opengevallen plaats in de hoofdklasse overneemt van Voordaan.
Play-off rechtstreekse promotie
| 3 mei 2008        |     |        |  |
| Klein Zwitserland | 2-1 | Hurley |  |
|                   |     |        |  |

| 4 mei 2008 |           |                    |  |
| Hurley     | 3-4 (2-2) | Klein Zwitserland  |  |
|            |           | wns na strafballen |  |

Klein Zwitserland is gepromoveerd en Hurley neemt het op tegen Pinoké om promotie/handhaving. De nummers 2 van de beide overgangsklassen Schaerweijde en Victoria nemen het tegen elkaar op om te bepalen wie in de tweede serie play-offs het dan op mag nemen tegen Laren.
Play-off nummers 2 overgangsklasse
| 3 mei 2008 |     |               |  |
| Victoria   | 2-3 | Schaerweijde  |  |
|            |     | (golden goal) |  |

| 4 mei 2008   |     |          |  |
| Schaerweijde | 4-3 | Victoria |  |
|              |     |          |  |

Victoria terug naar overgangsklasse en Schaerweijde speelt play-off tegen Laren.
Play-offs tweede serie
| 17 mei 2008 |           |        |  |
| Hurley      | 2-1 (1-1) | Pinoké |  |
|             |           |        |  |

| 17 mei 2008  |           |       |  |
| Schaerweijde | 1-4 (0-2) | Laren |  |
|              |           |       |  |

| 18 mei 2008 |           |        |  |
| Pinoké      | 4-2 (1-0) | Hurley |  |
|             |           |        |  |

| 18 mei 2008        |           |              |  |
| Laren              | 1-1 (1-1) | Schaerweijde |  |
| wns na strafballen |           |              |  |

| 24 mei 2008 |           |        |  |
| Hurley      | 0-1 (0-0) | Pinoké |  |
|             |           |        |  |

Laren en Pinoké handhaven zich in de hoofdklasse.
Nederlands landskampioenschap:

1897/98 ·
1898/99 ·
1899/00 ·
1900/01 ·
1901/02 ·
1902/03 ·
1903/04 ·
1904/05 ·
1905/06 ·
1906/07 ·
1907/08 ·
1908/09 ·
1909/10 ·
1910/11 ·
1911/12 ·
1912/13 ·
1913/14 ·
1914/15 ·
1915/16 ·
1916/17 ·
1917/18 ·
1918/19 ·
1919/20 ·
1920/21 ·
1921/22 ·
1922/23 ·
1923/24 ·
1924/25 ·
1925/26 ·
1926/27 ·
1927/28 ·
1928/29 ·
1929/30 ·
1930/31 ·
1931/32 ·
1932/33 ·
1933/34 ·
1934/35 ·
1935/36 ·
1936/37 ·
1937/38 ·
1938/39 ·
1939/40 ·
1940/41 ·
1941/42 ·
1942/43 ·
1943/44 ·
1944/45 ·
1945/46 ·
1946/47 ·
1947/48 ·
1948/49 ·
1949/50 ·
1950/51 ·
1951/52 ·
1952/53 ·
1953/54 ·
1954/55 ·
1955/56 ·
1956/57 ·
1957/58 ·
1958/59 ·
1959/60 ·
1960/61 ·
1961/62 ·
1962/63 ·
1963/64 ·
1964/65 ·
1965/66 ·
1966/67 ·
1967/68 ·
1968/69 ·
1969/70 ·
1970/71 ·
1971/72 ·
1972/73
Hoofdklasse heren:

1973/74 · 
1974/75 · 
1975/76 · 
1976/77 · 
1977/78 · 
1978/79 · 
1979/80 · 
1980/81 · 
1981/82 · 
1982/83 · 
1983/84 · 
1984/85 · 
1985/86 · 
1986/87 · 
1987/88 · 
1988/89 · 
1989/90 · 
1990/91 · 
1991/92 · 
1992/93 · 
1993/94 · 
1994/95 · 
1995/96 · 
1996/97 · 
1997/98 · 
1998/99 · 
1999/00 · 
2000/01 · 
2001/02 · 
2002/03 · 
2003/04 · 
2004/05 · 
2005/06 · 
2006/07 · 
2007/08 · 
2008/09 · 
2009/10 · 
2010/11 · 
2011/12 · 
2012/13 ·
2013/14 ·
2014/15 ·
2015/16 ·
2016/17 ·
2017/18 ·
2018/19 ·
2019/20 ·
2020/21 ·
2021/22 ·
2022/23 ·
2023/24 ·
2024/25 ·
Nederlandse competities: Hoofdklasse (zaal) · Promotieklasse · Overgangsklasse · Eerste klasse · Tweede klasse · Derde klasse · Vierde klasse · Gold Cup · Silver Cup

Nederlands kampioenschap: Lijst van Nederlandse landskampioenen hockey · Lijst van Nederlandse landskampioenen zaalhockey

Europese competities: Euro Hockey League · Europacup I · Europa Cup II · Europacup zaalhockey